# Rodrigo García (dramaturgo)
Rodrigo García (Buenos Aires, Argentina, 1964) es un escritor, director de escena de teatro contemporáneo, dramaturgo y escenógrafo hispano-argentino. Vive desde 1986 en España, donde comenzó  su carrera teatral. Fundó la compañía La Carnicería Teatro en 1989 en Madrid. Ha colaborado, entre otras instituciones y festivales, con el Centro Dramático Nacional (España), el Festival de Aviñón o la Bienal de Venecia. En 2009 recibió el Premio Europa Nueva Realidad Teatral. Entre 2014 y 2017 dirigió el Centre Dramatique National (CDN) de Montpellier (Francia), que rebautizó con el nombre de «Humain trop humain» (Humano demasiado humano). 

## Biografía

### En Argentina
Rodrigo García nació en Buenos Aires en 1964, hijo de un carnicero y una verdulera. Estudió Ciencias de la Información en la Universidad Nacional de Lomas de Zamora, en la provincia de Buenos Aires. Durante el período entre 1980 y 1986, todavía en plena dictadura militar en Argentina, Rodrigo García cimenta su formación como espectador de una gran cantidad de obras teatrales (sobre todo de teatro del absurdo) y cinematográficas en las salas de Buenos Aires: frecuenta las del barrio San Telmo, la Cinemateca Hebraica, el cine Leopoldo Lugones, el Cosmos 70, etcétera. Este interés creciente por el arte seguramente le salvó de caer en la delincuencia, algo muy frecuente entre los jóvenes del barrio chabolista donde vivía, Yparraguirre de Grand Bourg.
En esta época recibe gran influencia de la obra de artistas como Inda Ledesma, Eduardo Pavlovsky y del autor polaco Tadeusz Kantor, especialmente de su obra Wielopole-Wielopole.

### En España
En 1986 decide emigrar a España para intentar desarrollar su carrera como director y dramaturgo. En Madrid encontró un panorama conservador donde sus propuestas para llevar a cabo obras de Pavlovsky no son bien recibidas. En estos años, sin abandonar su producción teatral, comienza a trabajar como publicitario, trabajo al que se dedicará también durante 18 años. En esa época conoce a Espacio Cero, compañía de teatro madrileña creada 1978 y hoy desaparecida. Entre los espectáculos producidos por Espacio Cero destacaron en aquellos años Camaralenta de Eduardo Pavlovsky y Máquinahamlet de Heiner Müller. Más adelante, Rodrigo García conoce a quien será uno de sus más estrechos colaboradores durante su carrera, Carlos Marquerie, que a partir de 1990 abrió en el Teatro Pradillo de Madrid un espacio para la creación interdisciplinar, favoreciendo los cruces con las artes plásticas y la música, especialmente los encuentros entre el teatro y la danza, y con la intención de establecer relaciones de intercambio y diálogo con los teatros y artistas escénicos internacionales más avanzados.
Cuando Marquerie deja el Teatro Pradillo en 1996 para fundar la compañía Lucas Cranach, la sala madrileña Cuarta Pared acoge muchas de las nuevas propuestas de García.

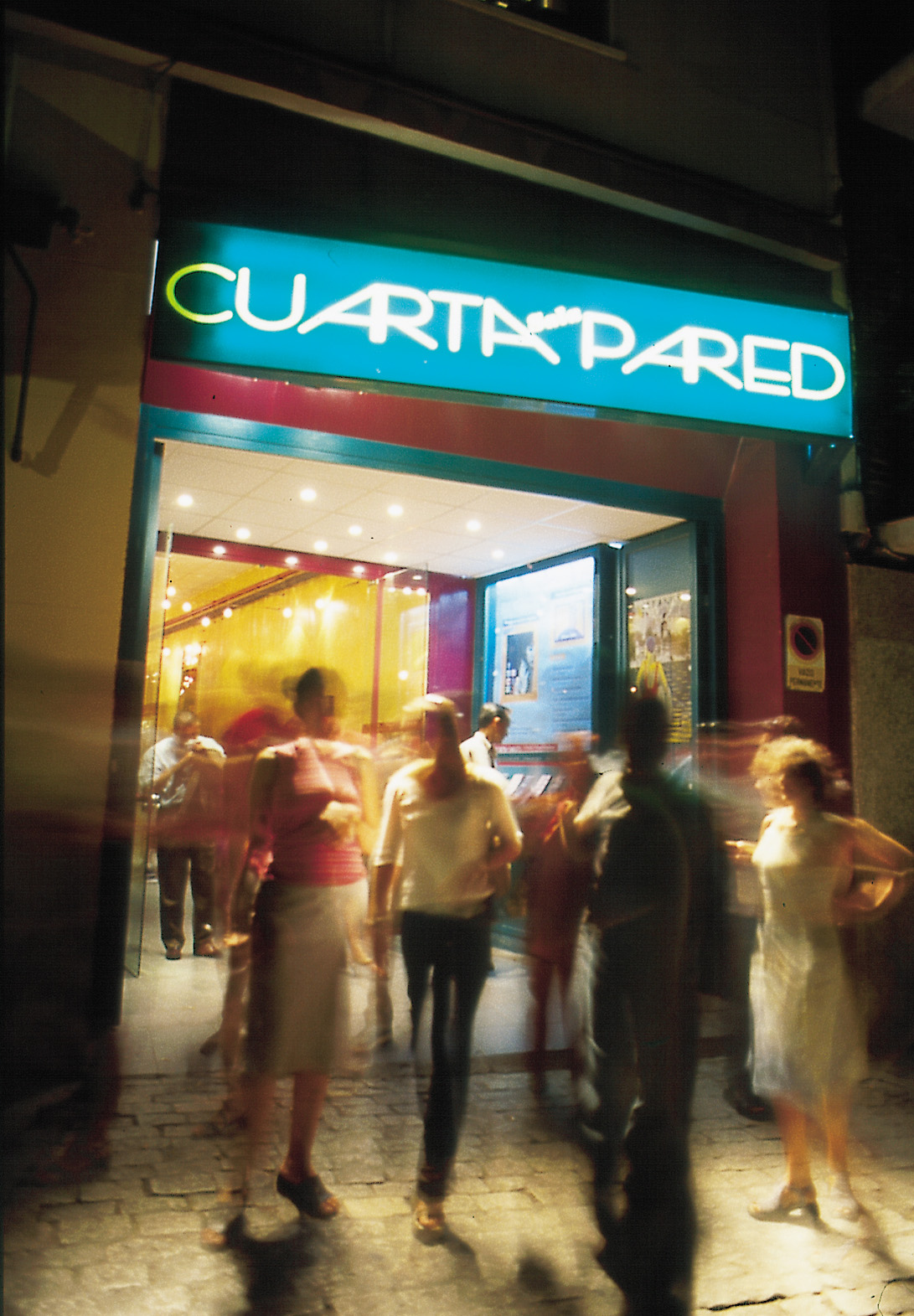
Sala Cuarta Pared. Madrid.

Durante los años noventa su obra, diáloga de forma potente con el paisaje artístico contemporáneo: instalaciones, videocreación y performance.
Obras de esta época son Los tres cerditos (1993) o El dinero (1996). Rodrigo García toma distancia de las prácticas más comerciales utilizando como campo de batalla lo brutal, “en un intento de aproximarse a lo real por medio de la destrucción, la imaginación desenfrenada, el desprecio y la poesía de lo cotidiano”, según el profesor José Antonio Sánchez. Ya desde estas obras se encuentran elementos característicos que van a continuar desarrollándose en toda su obra. porque más allá de las etapas que se pueden diferenciar, el mundo escénico de Rodrigo García conserva una fuerte personalidad.
Como dice el investigador del CSIC Óscar Cornago, a medida que transcurren los años noventa su creación evoluciona hacia un tipo de comunicación escénica más directa, más explícita en sus referencias sociales y también más físico. El grado de implicación física de los actores se produjo en paralelo al grado de compromiso social que quiso hacer visible en su obra. El trabajo de los actores ocupa el centro del escenario y el modo de exposición se hace más abierto, en un cara a cara con el público y con la sociedad. La obra transmite una actitud de confrontación, descaro e insolencia. El escenario se llena de música, las acciones se hacen impúdicas y el ritmo se acelera. El escenario devuelve a la sociedad de consumo, moralista e hipócrita, su rostro degradado y cínico. A este período responden sus obras más conocidas, las que le abrieron las puertas del teatro público europeo y los festivales internacionales, como After sun (2000), que alcanzó 300 representaciones, o Compré una pala en Ikea para cavar mi tumba (2003) y La historia de Ronald, el payaso de McDonald´s (2003), que se siguió programando durante más de seis años. En 2004 llegaron obras que ya no se estrenaron en España, como Jardinería humana o Agamenón. Volví del supermercado y le di una paliza a mi hijo,en las que se llevaba al extremo este lenguaje escénico.
Lo monstruoso aparece de forma espontánea allí donde lo orgánico se ve privado de límites. Al igual que David Lynch o Cindy Sherman, García recurre a "lo abyecto" con la intención de adentrarse en lo que él denominaba el "universo del mal". "Para ambos artistas el descontrol, el caos, el desorden, la sexualidad e, incluso el mismo cuerpo, infunden miedo e inculcan el temor en los espectadores.
Puede resultar difícil entender que una obra con una violencia crítica expresada de forma tan directa haya resultado aclamada en el corazón de la misma Europa a la que esta crítica apunta, pero el arte moderno llega a funcionar así. El artista se enfrenta a una maquinaria cultural con una impresionante capacidad de asimilar, envolver y convertir en producto de consumo la obra más radicalmente antimercado, lo que traducido en términos escénicos, daría un entretenido espectáculo, emociones fuertes y compromiso social pagados por la clase media intelectual europea, un sector social que en España ni siquiera ha adquirido la fuerza suficiente para llegar a programar este tipo de teatro. Para bien o para mal, en Madrid todavía es difícil llegar a consumir escénicamente transgresión. De nuevo según Cornago, tras este período de acelerada producción y enorme éxito, Rodrigo García anuncia un tiempo de reflexión, en el que siguen girando estos espectáculos, pero deja de crear. Durante 2004 recurre a unas sencillas propuestas para presentar dos textos, que ya estaban escritos antes, en forma de monólogos, Borges y Goya. El mundo anterior queda citado en un vídeo que abre y cierra la obra, donde una vez más pornografía y capitalismo se dan la mano; sin embargo, lo que vemos en escena ya no son cuerpos desnudos o acciones violentas, sino dos extraños personajes que con un ritmo tranquilo cuentan sendas historias, entreveradas de episodios autobiográficos, pasajes cómicos y reflexiones filosóficas. Un año después viene una pieza breve, Accidens. Matar para comer, que contrasta también con sus trabajos anteriores. En un escenario limpio, con una luz azulada y un mar proyectado de fondo, un Juan Loriente elegante y meditativo observa tranquilamente el enorme bogavante, suspendido en mitad del escenario, que va a preparar a la plancha para terminar comiéndoselo. La mesa de operaciones recuerda a la que tantas veces ha utilizado en sus obras, pero ahora todo tiene un aire distinto. Se crea un clima que persigue un sentido de unidad escénica que quizá, como señala el autor, no tuvieron sus anteriores trabajos, con un carácter más fragmentario. Un texto proyectado en letras grandes hace una reflexión silenciosa, en primera persona, sobre la muerte. De fondo, los latidos del corazón del animal dejan paso a la voz de Louis Armstrong, What a wonderful world!.
En la obra de García se dan una serie de tema recurrentes que constituyen los principios de un discurso moral que el autor no da elaborado:
- Una penetración de las representaciones en busca de lo real y un posicionamiento ético.
- El desprecio del sistema educativo como mecanismo de alienación del individuo.
- La burla de la ambición.
- El rechazo del trabajo y la defensa de la ociosidad.
- La denuncia del consumismo.
- La obsesión por penetrar las vidas de los otros.
- La defensa del exceso.
- El caos y la contradicción como una forma de expresar la rebelión contra el conformismo y lo establecido.

José Antonio Sánchez nos señala, Rodrigo García ha creado siempre desde una compleja conciencia del entorno en el que se encuentra, de su entorno personal, social y profesional;  es por esto que en un sentido antropológico amplio del término su trabajo puede ser considerado como muy político.
En 2009 la UNESCO le otorga el XI Premio Europa Nuevas Realidades Teatrales, junto a otros creadores: el belga Guy Cassiers, el italiano Pippo Delbono, el húngaro Schilling y el francés Françoise Tanguy y su Théâtre du Radeau. A pesar de la importancia este acontecimiento pasa prácticamente desapercibido para la opinión pública española.

## Obras
- Enciclopedia de fenómenos paranormales Pippo y Ricardo. (2018) Teatros del Canal (Madrid), Bonlieu Scène Nationale (Annecy), Festival NEXT (Valenciennes), Festival Grec (Barcelona), Boucherie Théâtre (Ligüeria / Marseille), Théâtre Vidy- Lausanne (Lausanne).
- Evel Knievel contra Macbeth na terra do finado Umberto, Scène Nationale Annecy, Teatro Nacional Cervantes (Buenos Aires) y Teatros del Canal (Madrid) (2017).
- Flame + Accidens, CDN de Montpellier (2014).
- 4, CDN de Montpellier (2015).
- Daisy, Scène Nationale d'Annecy (2013).
- Gólgota picnic, coproducción Centro Dramático Nacional (Madrid), Théâtre Garonne (Toulouse) y Festival de Otoño de París, con el pianista Marino Formenti y los actores Gozalo Cunill, Núria Lloansi, Juan Loriente, Juan Navarro y Jean-Benoît Ugeux (2011).
- Esto es así y a mí no me jodáis, coproducción Bonlieu Scène Nationale d’Annecy y La Carnicería (2010).
- Muerte y reencarnación en un cowboy, coproducción TNB de Rennes (Bretaña) y La Carnicería (2009).
- Versus (2008), con Patricia Álvarez, David Carpio, Amelia Díaz, Rubén Escamilla, Juan Loriente, Nuria Lloansi, David Pino, Daniel Romero, Víctor Vallejo, Isabel Ojeda; idea y dirección: Rodrigo García; producción: Sociedad Estatal de Conmemoraciones Culturales (SECC).
- En algún momento de la vida deberías plantearte seriamente dejar de hacer el ridículo (2007), con Luca Camiletti, Jorge Horno, Agnés Mateus; texto, espacio y dirección: Rodrigo García; producción: Laboratorio Nove y Teatro de la Limonaia de Florencia.
- Cruda, vuelta y vuelta, al punto, chamuscada (2007), con Juan Loriente y los murgueros de Buenos Aires; texto, espacio y dirección: Rodrigo García; producción: Festival de Aviñón.
- 2186 (2007), con Juan Navarro, Diane Busatil y Stefano Scodanibbio; música: Stefano Scodanibbio; texto, espacio y dirección: Rodrigo García; producción: DRO Festival, Italia.
- Arrojad mis cenizas sobre Mickey (2006), con Nuria Lloansi, Juan Loriente y Jorge Horno; texto, espacio y dirección: Rodrigo García; producción: Teatro Nacional de Bretagne, Scène Nationale d'Annecy, La Carnicería Teatro.
- Aproximación a la idea de la desconfianza (2006), con Juanjo de la Jara, Agnés Mateus, Jorge Horno, Jean Benoix Ugeux; texto, espacio y dirección: Rodrigo García; producción: Bonlieu Escena Nacional de Annecy, La Carnicería Teatro.
- Accidens (matar para comer) (2004), con Juan Loriente; texto, espacio y dirección: Rodrigo García; producción: Teatro Mercadante de Prato, La Carnicería Teatro.
- Prefiero que me quite el sueño Goya a que lo haga cualquier hijo de puta (2004), con Gonzalo Cunill; texto, espacio y dirección: Rodrigo García; producción: La Carnicería Teatro.
- Agamenón (2004), con Rubén Ametllé, Gonzalo Cunill, Nico Baixas, Anne Maud Meyer, Juan Navarro y Stanstill; texto, espacio y dirección: Rodrigo García; producción: Teatro di Nápoles- Fundazione Orestiadi, Gibellina Sicilia.
- Rey Lear (2004), Comedie de Valence, Francia, con Nicolas Bouchaud, Marc Bodnar, Angélique Colaisseau, Frédérique Loliee, Anne-Maud Meyer; texto, espacio y dirección: Rodrigo García; producción: Comedie de Valence-Centre Dramatique National Drôme-Ardèche, Valence.
- Jardinería humana (2004), con Idurre Azkue, Nico Baixas, Teo Baró, Sonia Gómez, Núria Lloansi y Angélica Riquelme; textos, dirección escénica, escenografía: Rodrigo García; coproducción Théâtre National de Bretagne-Rennes, Théâtre de la Ville-Paris, Festival d’Automne-París, Le Cargo-Maison de la Culture de Grenoble TNT-Théâtre National de Toulouse Midi Pyrénées.
- La historia de Ronald el payaso de McDonalds (2003), con Rubén Ametlle, Juan Loriente y Juan Navarro; texto, espacio y dirección: Rodrigo García; producción: Citemor 2002 Portugal y la Carnicería Teatro.
- Compré una pala en IKEA para cavar mi tumba (2003), con Patricia Lamas, Juan Loriente, Rubén Escamilla, Ana María Hidalgo; texto, espacio y dirección: Rodrigo García; producción: La Carnicería Teatro, INAEM, Comunidad de Madrid.
- Les cons (2001); texto, espacio, iluminación y dirección: Rodrigo García; producción: Teatro Saint Gervais Genève, Bonlieu Escena Nacional de Annecy.
- A veces me siento tan cansado que hago estas cosas (2001), con Rubén Ametlle, Nico Baixas, Juan Navarro, Rubén Escamilla y Standstill; texto, espacio y dirección: Rodrigo García; producción: Sitges Festival Internacional.
- Somebody to love (2001), con Miguel Ángel Altet, Gonzalo Cunill, Juan Loriente, Jimmy y el perrito; espacio y dirección: Rodrigo García; producción: Festival La Alternativa, Madrid.
- Creo que no me habéis entendido bien (2001), con Marcial di Fonzo Bo y Boris; texto, espacio y dirección: Rodrigo García; producción: Teatro de Les Lucioles y los Encuentros de Pont a Mouson, Francia.
- Aftersun (2001), dramaturgia y dirección: Rodrigo García.
- Somebody to love (2001).
- Haberos quedado en casa, capullos, (2000), dramaturgia y dirección: Rodrigo García.
- Conocer gente, comer mierda (1999), dramaturgia y dirección: Rodrigo García.
- Protegedme de lo que deseo (1998), dramaturgia y dirección: Rodrigo García.
- El carnicero español (1997), dramaturgia: Rodrigo García.
- Nova (1995), dirección: Rodrigo García.
- Notas de cocina (1995), dramaturgia y dirección: Rodrigo García.
- El dinero (1994), dramaturgia y dirección: Rodrigo García.
- Prometeo (1992), dramaturgia y dirección: Rodrigo García.
- Matando Horas (1991), dramaturgia y dirección: Rodrigo García.
- Martillo (1989)
- Acera Derecha (1989), dramaturgia y dirección: Rodrigo García.

Rodrigo García y La Carnicería Teatro han realizado también las siguientes instalaciones:
- Prefiero que me quite el sueño Goya a que lo haga cualquier hijo de puta, Casa de América, Madrid (2004).
- Vasos de agua para soñar, Kunsten Festival, Bruselas (2002).
- Gilipollas tú, gilipollas yo, Sala Cuarta Pared, Madrid (1997).
- Hamlet, Audiovisual Experimental Festival (AVE), Arhem, Holanda (1993).
- Dime poesías-boxea, Espacio Arte, Teatro Pradillo, Madrid Atelier-MOMA, Valencia (1993).

## Textos publicados

### En castellano

#### Editorial Pliegos de Teatro y Danza
- Número 9: Agamenón Volví del supermercado y le di una paliza a mi hijo ISBN 84-96523-12-8
- Número 11: Prefiero que me quite el sueño Goya a que lo haga cualquier hijo de puta ISBN 84-96523-13-
- Número 13: Jardinería humana / A este tipo no queremos volver a verle ISBN 84-96523-14-4
- Número 15: Borges ISBN 84-96523-15-2
- Número 20: Aproximación a la idea de desconfianza | Esparcid mis cenizas en Eurodisney ISBN 978-84-96523-19-7
- Número 22: Cruda, vuelta y vuelta, al punto, chamuscada ISBN 978-84-96523-22-7
- Número 28: Versus (Texto) ISBN 978-84-96523-28-9
- Número 29: Versus (Dibujos) ISBN 978-84-96523-29-6
- Número 35: Muerte y reencarnación en un cowboy ISBN 978-84-96523-35-7
- Número 46: La selva es joven y está llena de vida (2012). ISBN 978-84-96523-47-0
- Número 51: Protegedme de lo que deseo (2013). ISBN 978-84-96523-53-1
- Número 52: Gólgota pícnic (2013). ISBN 978-84-96523-55-5
- Número 53: Daisy (2013). ISBN 978-84-96523-56-2

#### Editorial La Uña Rota
- Borges (2002)
- Cenizas escogidas (Obras 1986-2009) de Rodrigo García ISBN 978-84-95291-13-4
- Barullo: Un libro dodecafónico (2015) ISBN 978-84-95291-34-9
- 4: una obra concreta (2016) ISBN  978-84-95291-45-5
- Evel Knievel contra Macbeth na terra do finado Umberto (2018) ISBN 978-84-95291-58-5

#### Centro Dramático Nacional (Madrid)
- Gólgota pícnic (2011). ISBN 978-84-87075-58-2

#### Caos Editorial
- Haberos quedado en casa, capullos. Llora mi cuerpo, no hay palabras. ISBN 84-95683-30-X

### En francés

#### Éditions les solitaires intempestifs
- Cendres II (2000-2009) ISBN 978-2-84681-337-2
- Golgotha pícnic ISBN 978-2-84681-329-7
- Cendres I (1986-1999) ISBN 978-2-84681-298-6
- Versus ISBN 978-2-84681-268-9
- Bleue, saignante, à point, carbonisée (livre DVD) ISBN 978-2-84681-256-6
- C'est comme ça et me faites pas chier ISBN 978-2-84681-257-3
- Et balancez mes cendres sur Mickey suivi de Approche de l'idée de méfiance ISBN 978-2-84681-205-4
- Goya (bilingüe) ISBN 2-84681-154-7
- Agamemnon ISBN 2-84681-090-7
- Prometeo ISBN 2-84681-079-6
- Roi Lear ISBN 2-84681-034-6
- Jardinage humain (49 fragments 3 listes 18 dessins) ISBN 2-84681-048-6
- L'Histoire de Ronald le clown de Mc Donald's (suivi de) J'ai acheté une pelle chez Ikea pour creuser ma tombe ISBN 978-2-84681-067-8
- Borges (version bilingüe español / français) ISBN 2-84681-047-8
- After sun suivi de L'avantage avec les animaux, c'est qu'ils t'aiment sans poser de questions ISBN 978-2-84681-011-1
- Fallait rester chez vous, têtes de nœud ISBN 2-84681-026-5
- Notes de cuisine ISBN 978-2-84681-018-0
- Vous êtes tous des fils de pute ISBN 2-84681-012-5

## Estudios sobre su obra
- El teatro de Rodrigo García, de Fernando Olaya Pérez. ISBN 978-84-944-0290-6[4]

### Videos
Videos relacionados con Rodrigo García en Youtube.
Videos de Rodrigo García en Theatre Contemporain.

### Audios
- Rodrigo García en Ars Sonora, parte I y parte II. Doble monográfico sobre el uso de la música y el sonido en la obra de Rodrigo García dentro del programa radiofónico Ars Sonora, dirigido y presentado por Miguel Álvarez-Fernández en Radio Clásica de RNE.